# Nauvoo (Alabama)
Nauvoo es un pueblo ubicado en los condados de Macon y Winston en el estado estadounidense de Alabama. En el año 2000 tenía una población de 284 habitantes y una densidad poblacional de 113,6 personas por km².

## Geografía
Nauvoo se encuentra ubicado en las coordenadas 33°59′19″N 87°29′16″O / 33.98861, -87.48778. Según la Oficina del Censo, la localidad tiene un área total de 2,5 km² (1 mi²), de la cual 2,5 km² (1 mi²) es tierra y 0 km² (0 mi²) (0.00%) es agua.

## Demografía
Según la Oficina del Censo en 2000 los ingresos medios por hogar en la localidad eran de $22,274, y los ingresos medios por familia eran $29,167. Los hombres tenían unos ingresos medios de $24,375 frente a los $16,875 para las mujeres. La renta per cápita para la localidad era de $11,066. Alrededor del 35,1% de la población estaban por debajo del umbral de pobreza.